# جینو ویوتی
جینو ویوتی (ایتالیایی: Gino Viotti؛ ۱۸۷۵ – ۱۴ دسامبر ۱۹۵۱) بازیگر اهل ایتالیا بود.
از فیلم‌هایی که وی در آن نقش داشته‌است، می‌توان به شیپیو آفریکانوس: شکست هانیبال، جوزپه وردی، بچه‌ها نگاهمان می‌کنند، کاستا دیوا و پالیو اشاره کرد.